# Titanoeca schineri
Titanoeca schineri är en spindelart som beskrevs av Ludwig Carl Christian Koch 1872. Titanoeca schineri ingår i släktet Titanoeca och familjen stenspindlar. Inga underarter finns listade i Catalogue of Life.